# Lasioglossum solisortus
Lasioglossum solisortus là một loài Hymenoptera trong họ Halictidae. Loài này được Ebmer & Maeta mô tả khoa học năm 1994.